# Dozulé
Dozulé é uma comuna francesa na região administrativa da Normandia, no departamento Calvados. Estende-se por uma área de 5,22 km². Em 2010 a comuna tinha 2 306 habitantes (densidade: 441,8 hab./km²).
Esta localidade tornou-se mundialmente conhecida aquando das aparições de Jesus a Madalena Aumount e a quem pediu a construção de um Santuário da Reconciliação e da Cruz Gloriosa na alta montanha de Dozulé.

## As aparições de Jesus e da Cruz Gloriosa

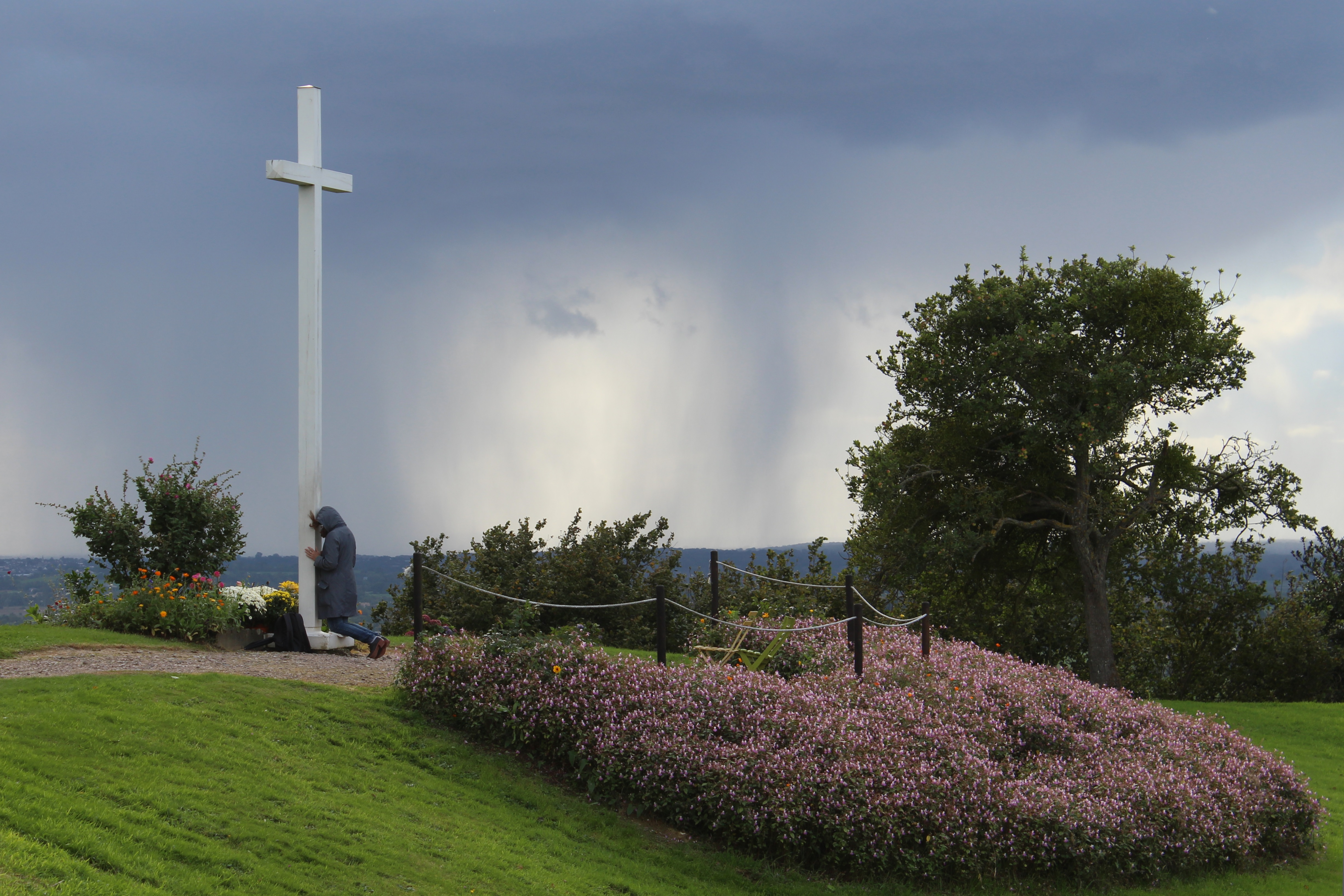
A atual Cruz de Dozulé situada no local da sua famosa aparição a Madalena Aumount em 1972.

Entre 1972 e 1978, Jesus Cristo terá aparecido 49 vezes em Dozulé a Madalena Aumount, uma mãe de cinco filhos, na presença do seu pároco local Victor L’Horset e de outras testemunhas credíveis, e acredita-se que lhe ditou uma série de mensagens contendo ensinamentos e avisos para todo o mundo, nomeadamente para que teria fé n'Ele. Entre elas consta a diária «Oração de Dozulé». As mensagens foram vistas como um prenúncio da Segunda vinda de Cristo. A construção da «Cruz Gloriosa de Dozulé», uma cruz iluminada de cor branca e azul, com 738 metros de altura e com 123 metros de comprimento nos braços, medidas as quais correspondem à proporção exata num rácio entre a medida vertical e horizontal, foi também vista como um sinal do eminente regresso de Jesus. Os seguidores das mensagens de Dozulé acreditam que estas se tratam de uma continuação das profecias revelada no Segredo de Fátima e que apelam à conversão de toda a humanidade para evitar uma futura catástrofe material e espiritual.